# Управление инфраструктурой организации
Управление инфраструктурой организации (англ. facility management, FM) — это междисциплинарное направление деятельности, которое посвящено координации людей и организаций, офисного пространства и инфраструктуры. Часто связано с администрированием офисных центров, спортивных комплексов, арен, школ, университетов, торговых центров, медицинских учреждений, отелей, промышленных объектов и проч.
Согласно стандарту EN 15221-1, управление инфраструктурой — это интеграция отдельных процессов в рамках организации, которые обслуживают и развивают определённые, согласованные службы, которые в свою очередь поддерживают и улучшают эффективность основного вида деятельности компании.
В 2009 году Международная ассоциация управления инфраструктурой (IFMA) определила одиннадцать основных компетенций грамотного менеджмента:
- Коммуникация
- Готовность к чрезвычайным ситуациям и обеспечение непрерывности ведения бизнеса
- Охрана окружающей среды и устойчивое развитие
- Бизнес и финансы
- Человеческие факторы
- Стратегия и лидерство
- Эксплуатация и техническое обслуживание
- Управление проектами
- Качество
- Недвижимость и управление собственностью
- Технологии.